# Spirostreptus semiglobosus
Spirostreptus semiglobosus är en mångfotingart som beskrevs av Voges 1878. Spirostreptus semiglobosus ingår i släktet Spirostreptus och familjen Spirostreptidae. Inga underarter finns listade i Catalogue of Life.